# Lozan (Bakva)
Lozan falu Horvátországban Verőce-Drávamente megyében. Közigazgatásilag Bakvához tartozik.

## Fekvése
Verőcétől 11 km-re északnyugatra, községközpontjától 4 km-re északra Nyugat-Szlavóniában, a Drávamenti-síkságon, a 2-es számú, drávamenti főút mentén fekszik.

## Története
A falu területe valószínűleg már a középkorban is lakott volt. Egy 1984-ben végzett régészeti terepszemle alkalmával a szakemberek vizsgáltak egy a falutól 200 méterre délkeletre fekvő, 3 méter magas, 1,30-szor 100 méteres nagyságú kiemelkedést. A terület ahol fekszik a közeli Lendava-patakról kapta a nevét. A vizsgálat eredményei alapján arra a következtetésre jutottak, hogy itt a középkorban egy kisebb vár állhatott. Ennek közvetlen közelében délkeletre egy 1 méter magas, 80-szor 100 méteres nagyságú kiemelkedést is vizsgáltak. Itt középkori temető helyét feltételezik. A középkori falut a török pusztíthatta el a 16. században.
Miután 1684-ben Verőcét felszabadították a török uralom alól a kihalt területre a 17. század utolsó évtizedétől főként Kapronca, Kőrös és Szentgyörgyvár vidékéről telepítettek be horvát ajkú lakosságot. A következő betelepítési hullámban a Dráva bal partjáról, Berzence, Babócsa és Siklós környékéről is érkeztek telepesek. Az első katonai felmérés térképén „Dorf Lozan” néven találjuk. Lipszky János 1808-ban Budán kiadott repertóriumában „Lozan” néven szerepel. Nagy Lajos 1829-ben kiadott művében „Losan” néven 79 házzal és 474 katolikus vallású lakossal találjuk. Verőce vármegye Verőcei járásának része volt.
A településnek 1857-ben 441, 1910-ben 812 lakosa volt. 1910-ben a népszámlálás adatai szerint lakosságának 70%-a horvát, 27%-a magyar anyanyelvű volt. Az I. világháború után 1918-ban az új szerb-horvát-szlovén állam, majd később (1929-ben) Jugoszlávia része lett. A II. világháború után a település a szocialista Jugoszláviához tartozott. 1991-ben csaknem teljes lakossága (99%) horvát nemzetiségű volt. 2011-ben falunak 440 lakosa volt. Lakói földműveléssel, állattartással foglalkoznak.

## Lakossága
| Lakosság változása | Lakosság változása | Lakosság változása | Lakosság változása | Lakosság változása | Lakosság változása | Lakosság változása | Lakosság változása | Lakosság változása | Lakosság változása | Lakosság változása | Lakosság változása | Lakosság változása | Lakosság változása | Lakosság változása | Lakosság változása |
| ------------------ | ------------------ | ------------------ | ------------------ | ------------------ | ------------------ | ------------------ | ------------------ | ------------------ | ------------------ | ------------------ | ------------------ | ------------------ | ------------------ | ------------------ | ------------------ |
| 1857               | 1869               | 1880               | 1890               | 1900               | 1910               | 1921               | 1931               | 1948               | 1953               | 1961               | 1971               | 1981               | 1991               | 2001               | 2011               |
| 441                | 468                | 519                | 641                | 687                | 812                | 900                | 868                | 842                | 831                | 734                | 656                | 595                | 559                | 562                | 440                |

## Nevezetességei
Lendava középkori régészeti lelőhely a falutól délkeletre.

## Gazdaság
A helyi gazdaság alapja a mezőgazdaság és az állattenyésztés.

## Oktatás
A településen a bakvai August Cesarec elemi iskola területi iskolája működik.